# Elisenda Carod
Elisenda Carod (Barcelona, 19 de desembre de 1981) és una periodista i comunicadora catalana. És presentadora de La solució, a Catalunya Ràdio, i  col·laboradora del programa Està passant de TV3, juntament amb Jair Domínguez, Óscar Andreu, Natza Farré i Queco Novell. També ha estat guionista d'humor per diversos programes, com La paisana de TVE, on col·labora amb Eva Hache.
Als 14 anys va començar a col·laborar amb la ràdio de Santa Coloma de Gramenet. Més endavant es va llicenciar en comunicació audiovisual per la Universitat Ramon Llull i va estudiar fotografia i va marxar a viure un temps a Anglaterra. Professionalment, va començar a treballar fent contingut audiovisual per a diversos programes de ràdio i televisió, fins que, a Ràdio Flaixbac, va produir, i després copresentar, l'espai Prohibit als pares durant tres temporades amb Xavi Canalias. Posteriorment va incorporar-se a RAC 105 al Fricandó matiner de Vador Lladó, arribant a ser copresentadora una temporada amb Gerard Romero i Ernest Codina. També ha col·laborat amb La Segona Hora de Minoria Absoluta a RAC1 i amb altres projectes de Catalunya Ràdio, RAC1 i La Xarxa de Televisions Locals. La temporada 2019-2020 va començar a presentar el programa L'apocalipsi, d'El Matí de Catalunya Ràdio, programa que es va mantenir en antena fins a l'estiu de 2021.
El 2019 i el 2020 va fer les campanades de cap d'any a Catalunya Ràdio, amb Elisenda Pineda i Charlie Pee.
A principis de juliol del 2021 es va saber que L'apocalipsi de Catalunya Ràdio no seguiria la temporada que ve, ja que Elisenda Carod presentaria La tarda de Catalunya Ràdio, juntament amb Óscar Fernandez, el nou espai de tardes de l'emissora.
El 31 d'octubre de 2022 Catalunya Ràdio va fer saber Elisenda Carod presentaria La tarda de Catalunya Ràdio en solitari, ja que Óscar Fernàndez pasaria a ser el Cap d'Informatius de l'emissora i liderar el Catalunya Migdia, en relleu de Gemma Bonet.
El febrer de 2025 Elisenda Carod agafa la baixa de maternitat dues setmanes abans d'haver estat mare, i la substituiria Agnés Marqués, que es la presentarà fins a principis d'agost d'aquell mateix any. Llavors, acabaria aquesta etapa del programa el periodista Roger Carandell només per un mes.
A principis de juny del 2025 la Corporació Catalana de Mitjans Audiovisuals (3Cat) va filtrar que el que en aquell moment era el corresponsal de l'emissora als Estats Units Francesc Garriga agafaria el relleu d'Elisenda Carod a la nova Tarda de Catalunya Ràdio, que tornaria renovada a partir del setembre. Llavors, la periodista tornaria a l’antena al setembre després del permís per maternitat recuperant el programa La solució, que s'emetria de dilluns a divendres, de 13.00 a 14.00 hores a la franja del migdia.